# 파스큐알그나투스
파스큐알그나투스(Pascualgnathus)는 트라이아스기 중기 아르헨티나에 살았던 키노돈트이다. 파스큐알그나투스 폴란스키(Pascualgnathus polanskii)라는 학명은 1966년에 명명 되었다.

## 특징
파스큐알그나투스(Pascualgnathus)는 비교적 작은 초식성 키노돈트이다. 큰 윗쪽 송곳니와 작은 아랫쪽 송곳니가 있다. 파스큐알그나투스를 포함한 다른 트레버소돈류의 송곳니도 넓어서 식물을 먹기에 적합하다. 파스큐알그나투스의 윗쪽 송곳니는 직사각형인데 반대로 아랫쪽 송곳니에는 두개의 교두만 있다. 아랫쪽 송곳니는 윗쪽 송곳니보다 너비보다 더 길다.

## 분류 및 진화
1966년 파스큐알그나투스라는 학명이 처음 붙여졌을 때, 이들이 디아데모돈과에 속하는 것으로 간주되었는데 파스큐알그나투스는 남아메리카의 디아데모돈보다 아프리카의 트리라코돈과 더 가까웠다. 디아데모돈은 나중에 파스큐알그나투스와 같은 장소에서 발견되었는데 이는 파스큐알그나투스의 조상이 곤드와나 대륙을 통해 아프리카에서 남아메리카로 이주 했음을 알려준다.
1. 1 2  Bonaparte, J.F. (1966). “Sobre nuevos terápsidos triásicos hallados en el centro de la Provincia de Mendoza, (Therapsida Dicynodontia y Cynodontia)”. 《Acta Geológica Lilloana》 8: 95-100.
2. 1 2  Martinelli, Agustín G. (2010년 11월 1일). “On the postcanine dentition of Pascualgnathus polanskii Bonaparte (Cynodontia, Traversodontidae) from the Middle Triassic of Argentina”. 《Geobios》 43 (6): 629–638. doi:10.1016/j.geobios.2010.03.006. ISSN 0016-6995.
3. ↑  《Chronological survey of the tetrapod-bearing Triassic of Argentina》. 1952.
4. ↑  Martinelli, Agustín G.; Fuente, Marcelo De La; Abdala, Fernando (2009년 9월 12일). “Diademodon tetragonus Seeley, 1894 (Therapsida: Cynodontia) in the Triassic of South America and its biostratigraphic implications”. 《Journal of Vertebrate Paleontology》 (영어) 29 (3): 852–862. doi:10.1671/039.029.0315. ISSN 0272-4634.